# BB U OK?
BB U OK? (estilizado em caixa baixa) é o segundo álbum de estúdio do produtor musical neerlandês San Holo, lançado em 4 de junho de 2021 através da Bitbird e Counter Records.